# Biserica de lemn din Margina

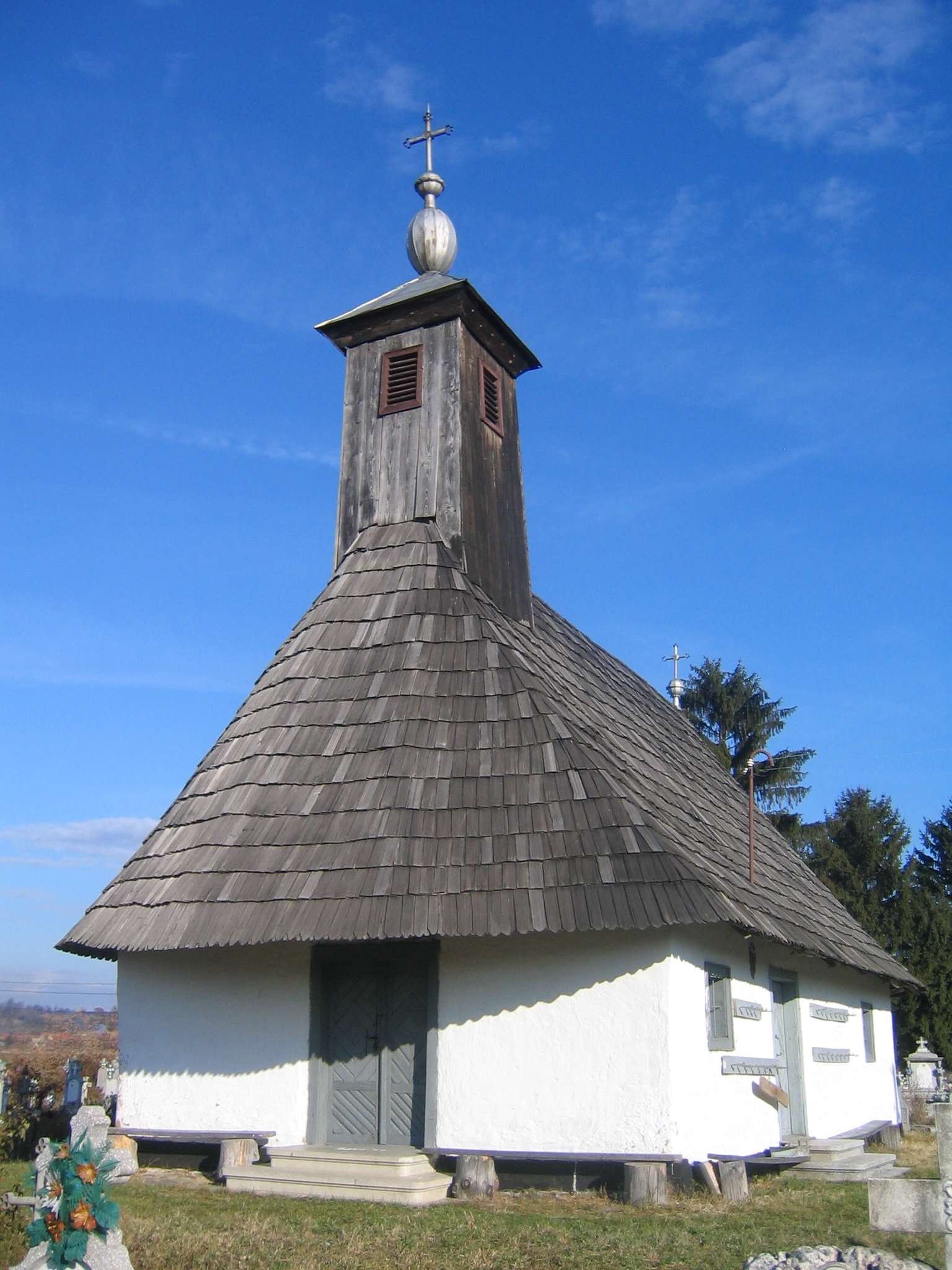
Biserica de lemn din Margina cu hramul "Cuvioasa Paraschiva"

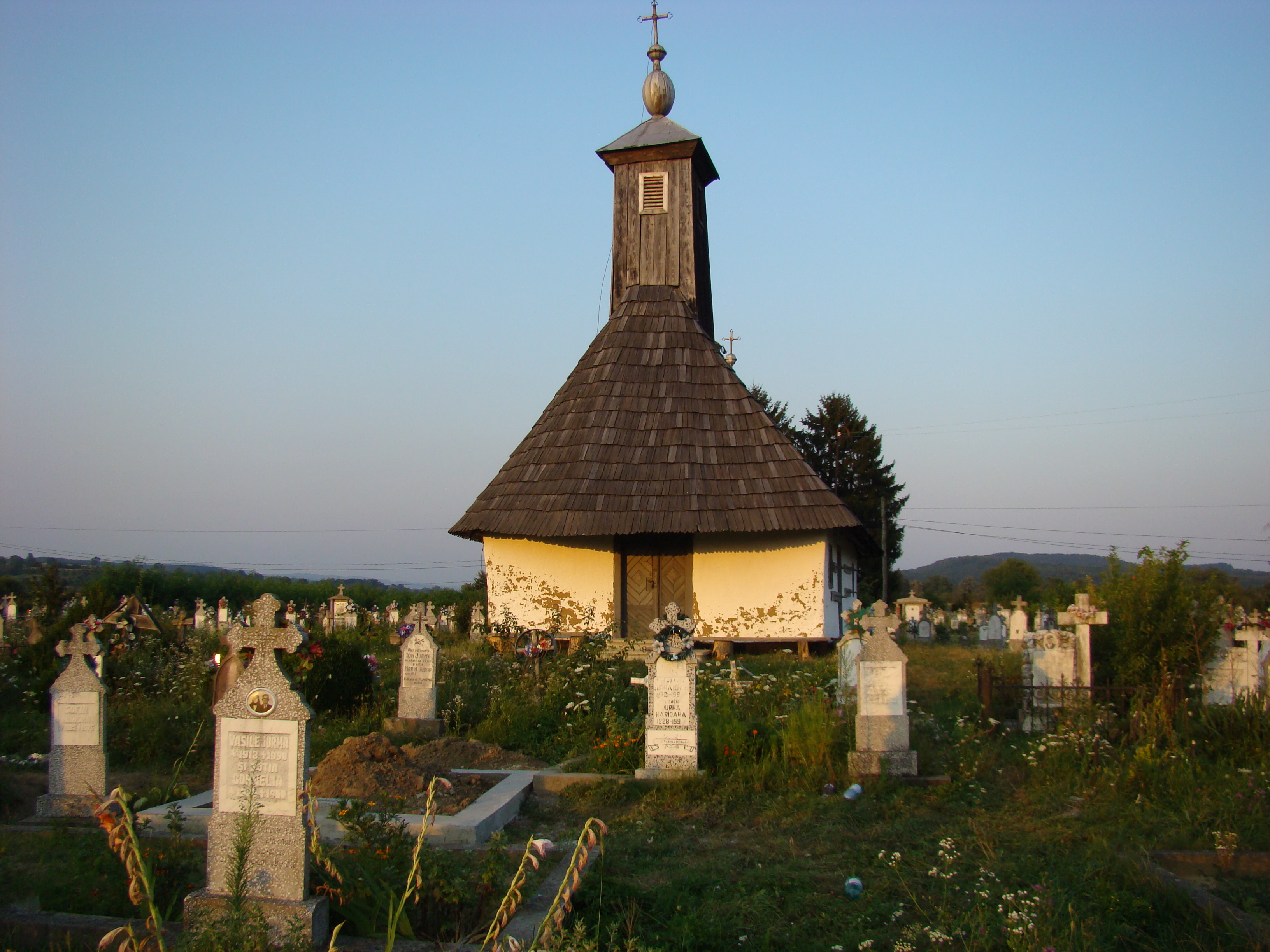
Biserica de lemn „Cuvioasa Paraschiva" din Margina, județul Timiș, foto: august 2009.

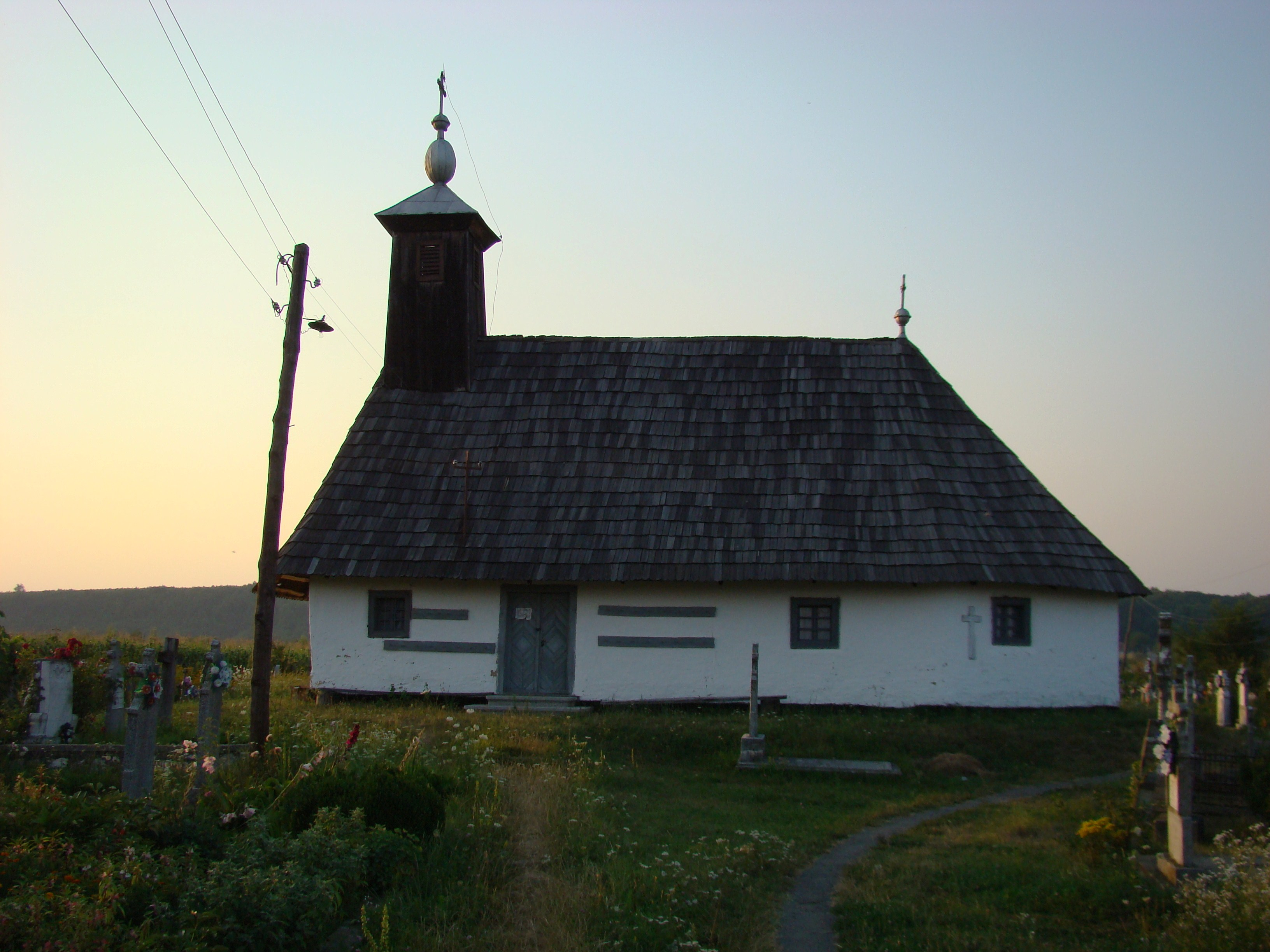
Biserica de lemn „Cuvioasa Paraschiva" din Margina, județul Timiș, foto: august 2009.

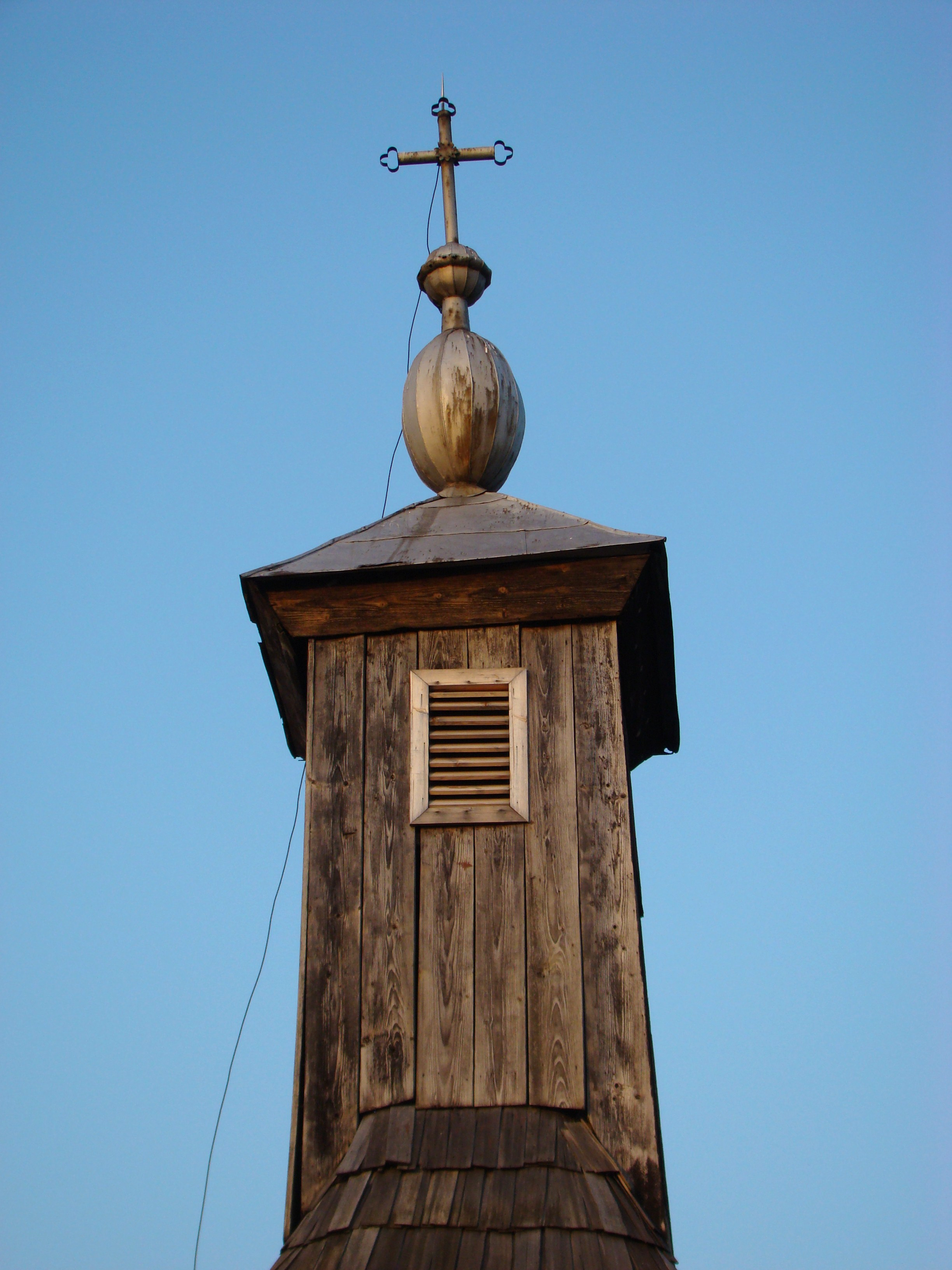
Turnul-clopotniță

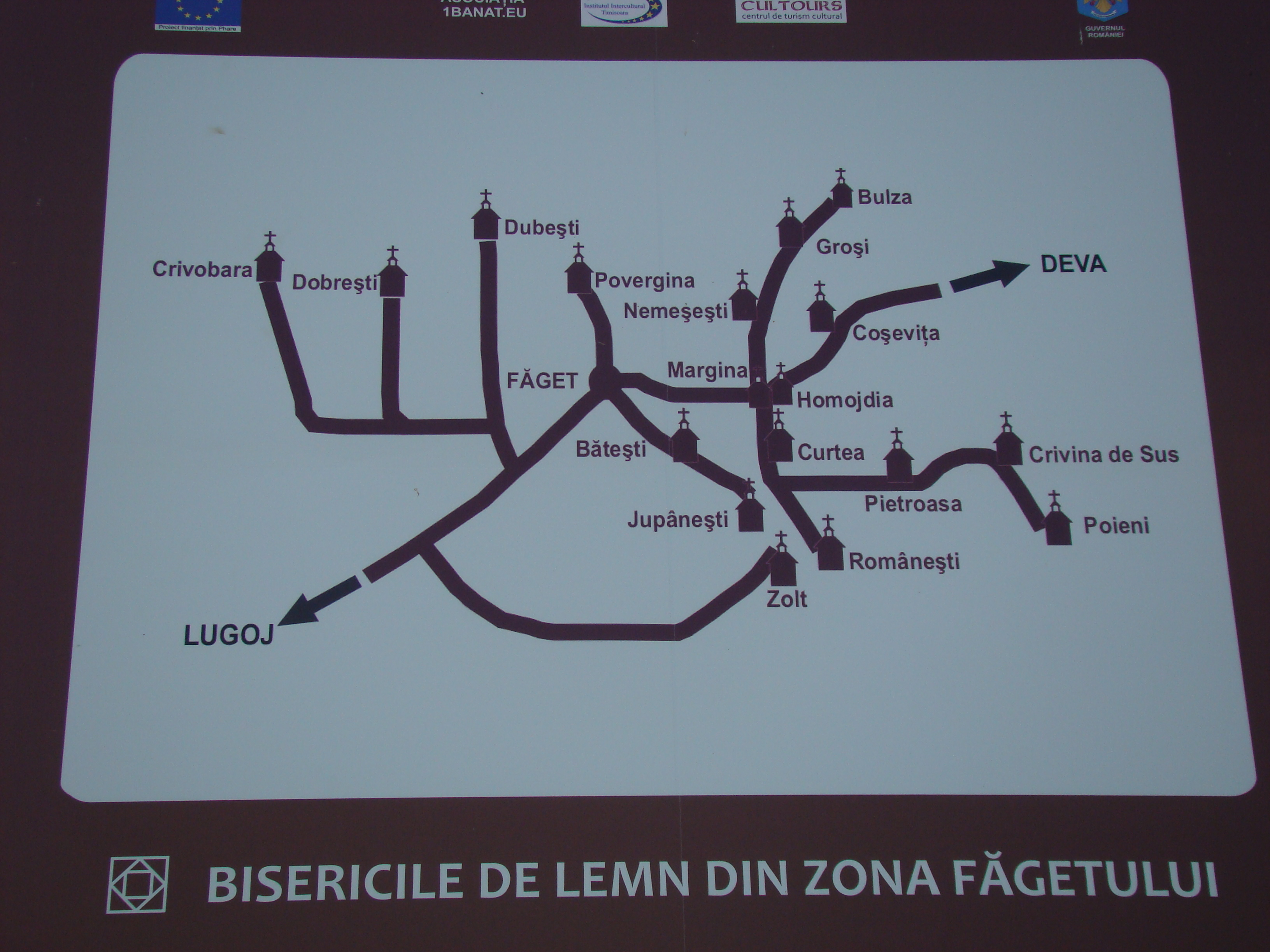

Biserica de lemn din Margina se află în localitatea Margina din județul Timiș și este datată din 1737. Are hramul „Cuvioasa Paraschiva” (14 octombrie). Biserica se află pe noua listă a monumentelor istorice sub codul LMI:  TM-II-m-A-06258.

## Istoric și trăsături
La 7 km spre răsărit de Făget, pe valea Begheiului, se găsește frumoasa localitate Margina. Numele însuși este sugestiv, pentru că satul se află efectiv la marginea Banatului, înaintea trecătorii spre Ardeal.
Atestată documentar din 1365, mai multe studii asupra istoricului așezării sugerează că aici a fost locul de baștină al Elisabetei, mama lui Iancu de Hunedoara. La 1437 regele Albert al Ungariei o zălogește huniadeștilor, împreună cu districtul omonim, drept recompensă pentru eforturile militare și financiare făcute de aceștia pentru apărarea cetăților de la vadurile Dunării. La acea dată, Margina apare cu apelativul de "oppidum", având deci statutul unei așezări semiurbane. Umanistul Nicolae Olahus consemnează și un "castellum Morsyna" la 1536 și tot astfel un document de la Sigismund Bâthory din 1596: "Castellum Morsyna". La 1617 cornițele de Hunedoara Ștefan Torok zălogește principelui transilvan Gabriel Bethlen atât târgul ("oppidum"), cât și fortificația ("castellum") de la Margina.
Surse documentare vorbesc și despre existența unei vechi mănăstiri în apropiere, dispărută în timpul atacurilor turcești. Conscripția din 1717 o amintește cu 80 de case în districtul Făgetului, fiind, deci, una din cele mai bine populate așezări din împrejurimi. Biserica de lemn cu hramul "Cuvioasa Paraschiva" a fost construită în 1737, în conformitate cu inscripția incizată în prestolul de gresie al altarului. Ea se găsește azi în mijlocul cimitirului de la extremitatea nordică a satului, dar, conform tradiției locale, inițial ar fi fost construită în locul numit "Ocolitura lui Ilișoni" și doar o dată cu sistematizarea și compactizarea așezării, intervenită la sfârșitul secolului al XVIII-lea, a fost adusă pe vatra actuală. După 1938, atunci când se termină și este târnosită biserica monumentală de zid a satului, vechiul lăcaș devine capelă cimiterială, azi servind și ca biserică parohială a satului Zorani, situar la l km de Margina.
Peste un fundament și un soclu scund din piatră de carieră s-au așezat tălpoaiele masive, cu secțiunea de 0,45 x 0,30 m. Pereții sunt ciopliți din bârne masive de stejar și acoperiți la exterior cu lipitură de pământ, doar în timpul unei reparații intervenită la 1924. Planimetric se înscrie în tipul I, păstrând ușile și ferestrele originale. Pronaosul tăvănit este despărțit de naos printr-un parapet de 0,90 m și patru stâlpi ciopliți din stejar. Nava este boltită cu un semicilindru de scânduri, dispus longitudinal, iar altarul cu un semitrunchi de con. Baza mare a acestuia se găsește mai jos cu 0,50 m față de bolta naosului, creând astfel un mic arc triumfal; baza mică, orientată către est se racordează cu trei triunghiuri sferice făcute tot din scânduri, care acoperă, la rândul lor, cele trei laturi corespunzătoare ale absidei.
Deasupra pronaosului se înalță un mic turn-clopotniță, cu scheletul din lemn de stejar, placat la exterior cu scânduri. Doi bulbi suprapuși, de factură barocă, fac trecerea către crucea din vârf. învelitoarea acoperișului este din șindrilă.
Recent, într-un pertinent studiu, Rodica Vârtaciu demonstrează că ansamblul pictural de la Margina se datorează pictorilor Lazăr și Gheorghe Gherdanovici, tată și fiu, realizat cândva în deceniul trei al veacului al XlX-lea sau cel mai târziu la începutul deceniului următor. Cercetătoarea s-a bazat pe studierea matricolei răposaților, potrivit căreia Lazăr Gherdanovici a decedat în Lugoj la 1834, în timpul epidemiei de holeră.
Podoaba pictată s-a păstrat doar pe părțile inferioare ale bolții semicilindrice din naos, dispusă pe fiecare parte în câte două registre, imediat deasupra stranelor și scaunelor. Cea mai mare parte a inventarului liturgic a fost dispersat, fie în colecțiile bisericești din Lugoj și Timișoara, fie transferat în noua biserică de zid a localității.

### Studii regionale
- Miloia, Ioachim (1933). „Bisericile de lemn din Banat”. Vestul. 1933.
- Oprișa, I. Longhin (1965). „Bisericile de lemn, monumente istorice din arhiepiscopia Timișoarei și Caransebeșului”. Mitropolia Banatului (1-3).
- Cristache-Panait, Ioana și Dimitriu, Florica (1971). „Bisericile de lemn ale Banatului”. Mitropolia Banatului. 1971 (10-12): 550–564.
- Săcară, Nicolae (2001). Bisericile de lemn ale Banatului. Timișoara: Excelsior. 973-592-050-6.

## Imagini

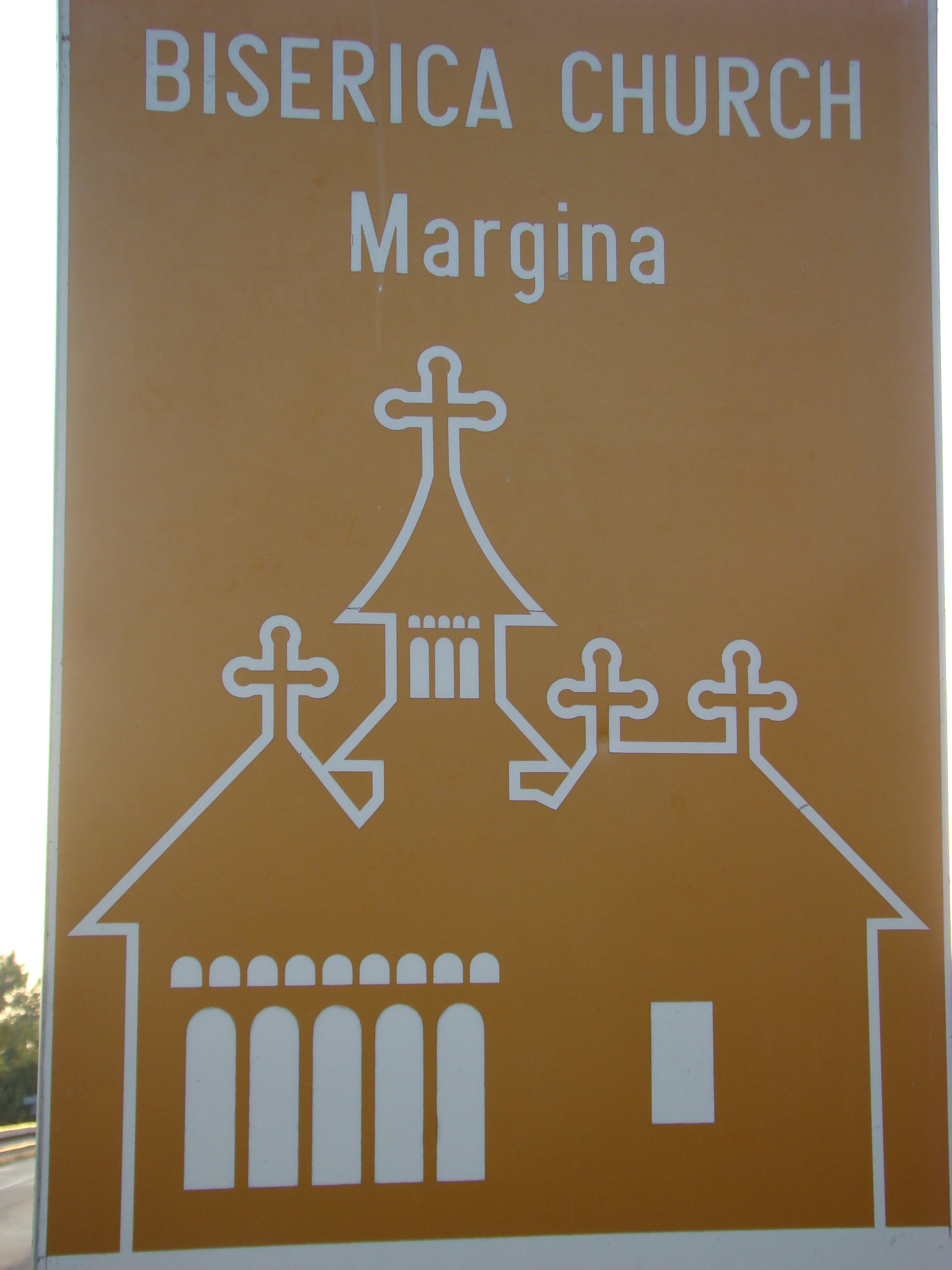
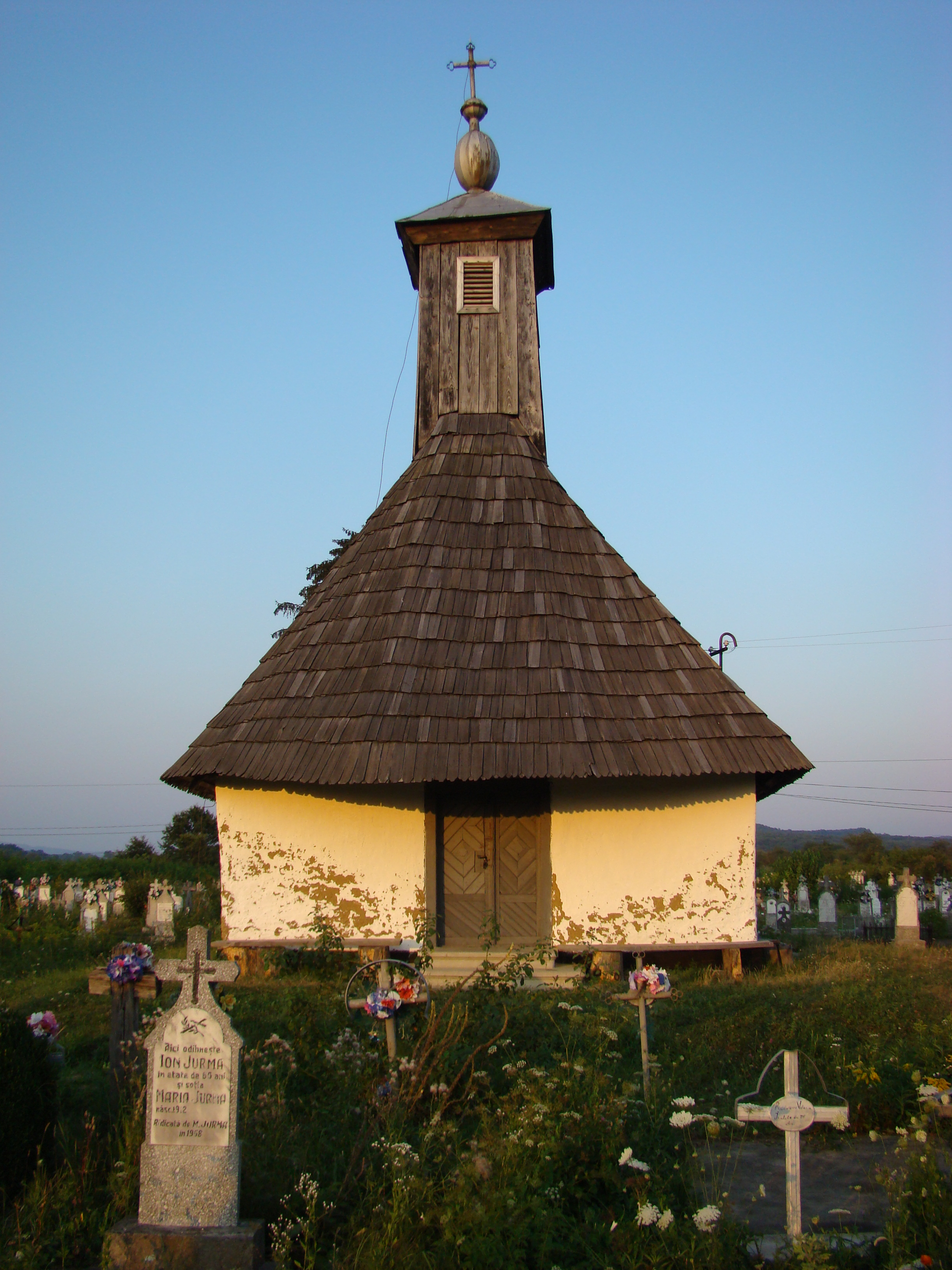
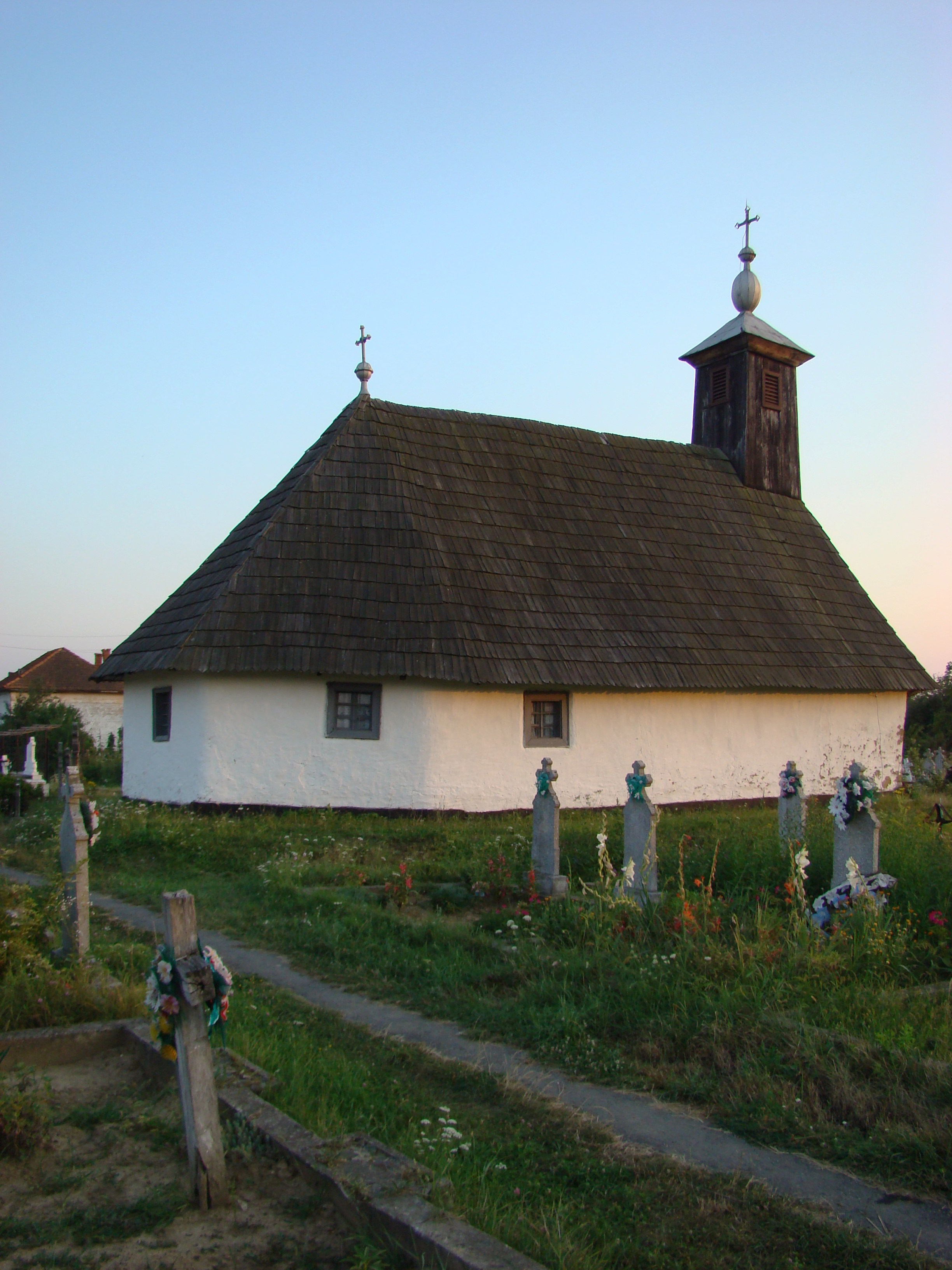
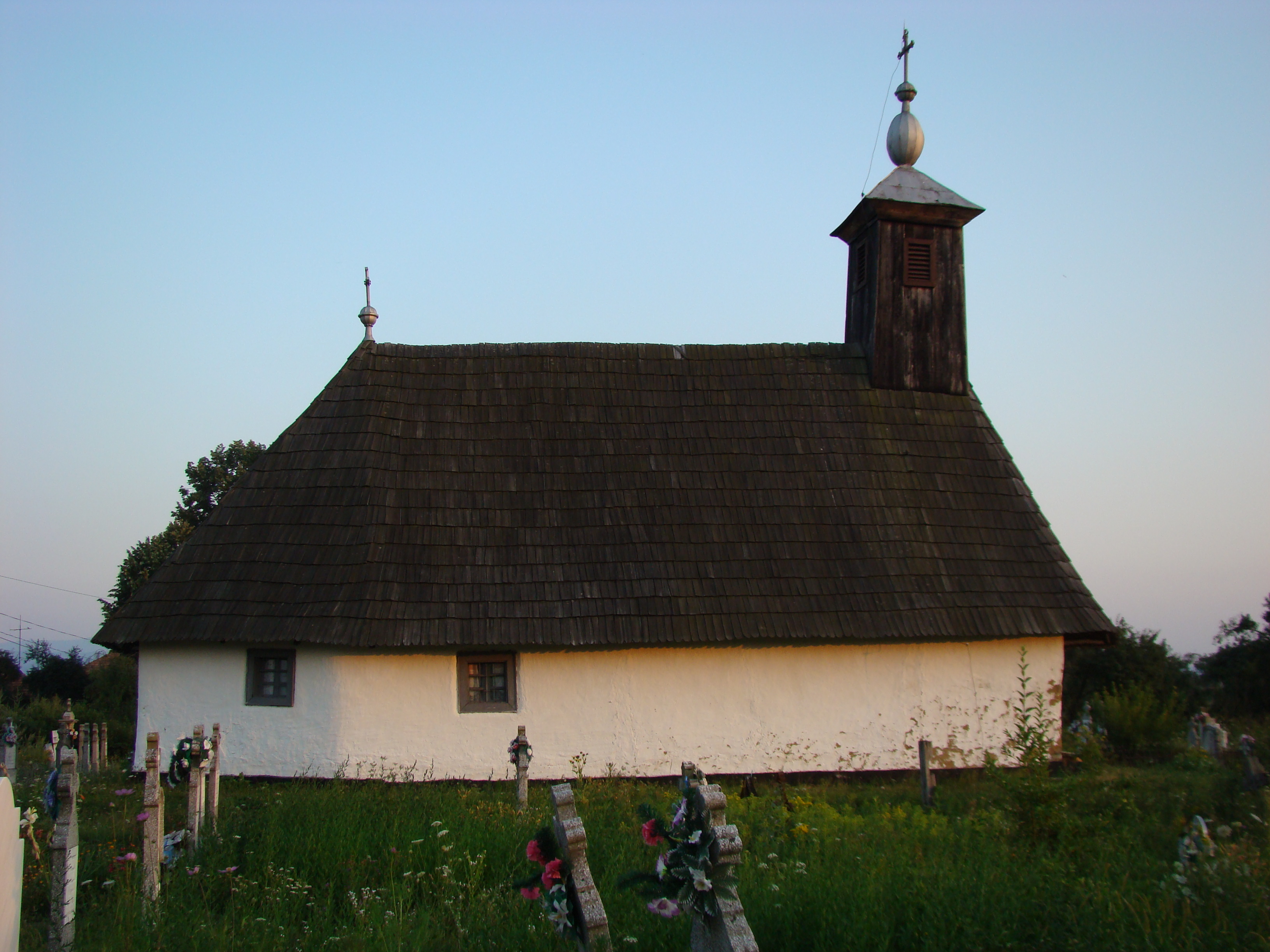
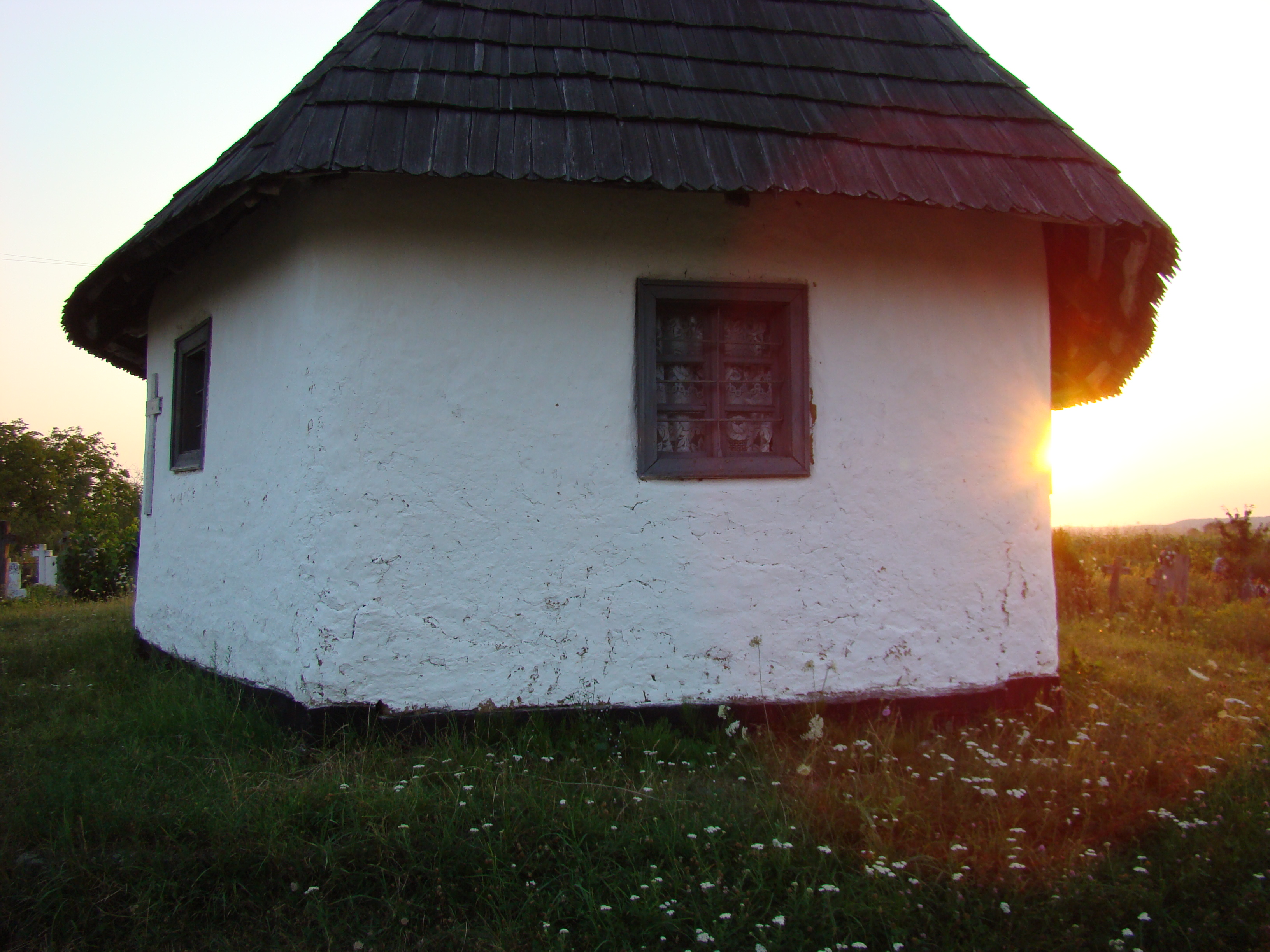
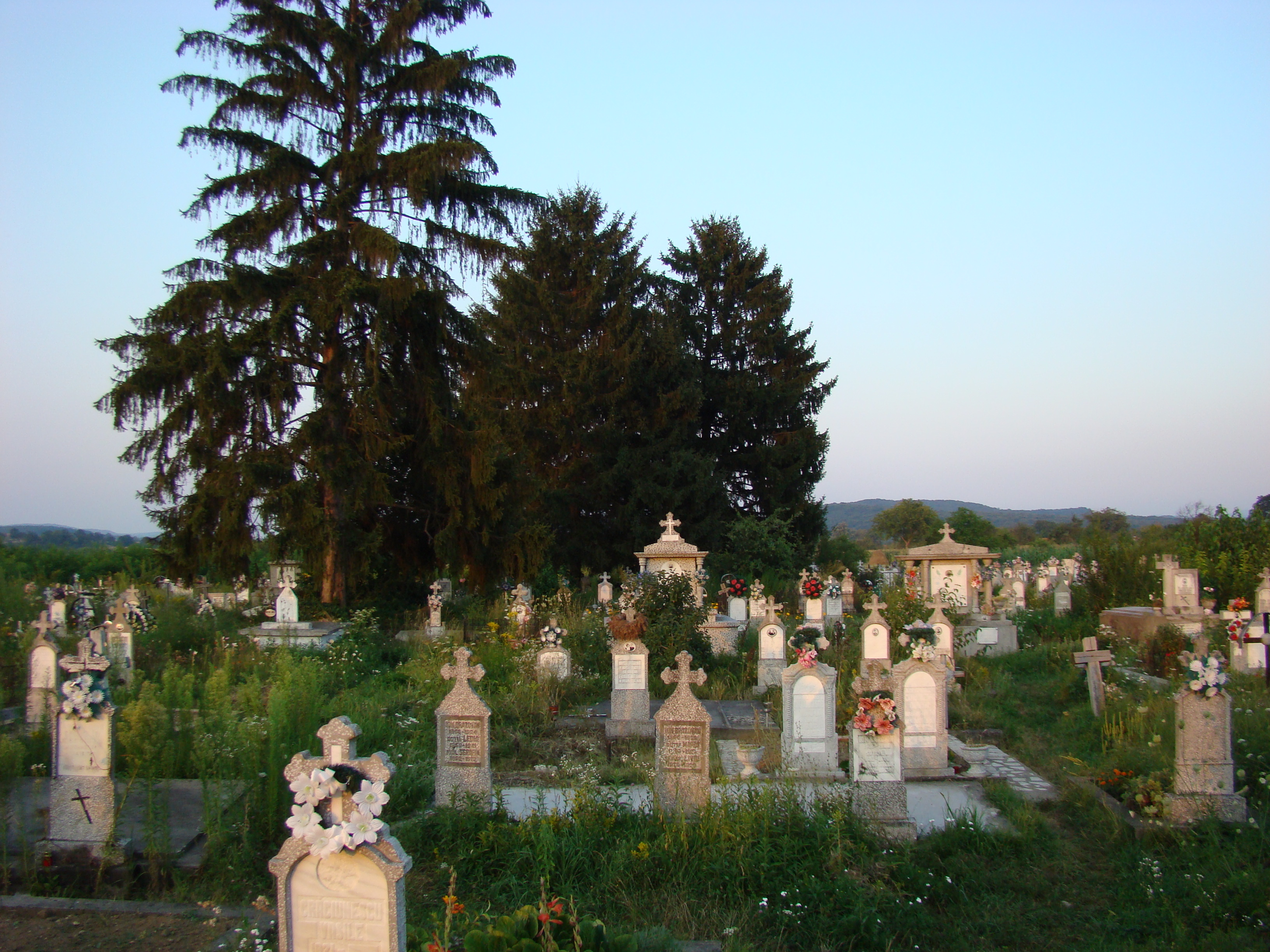
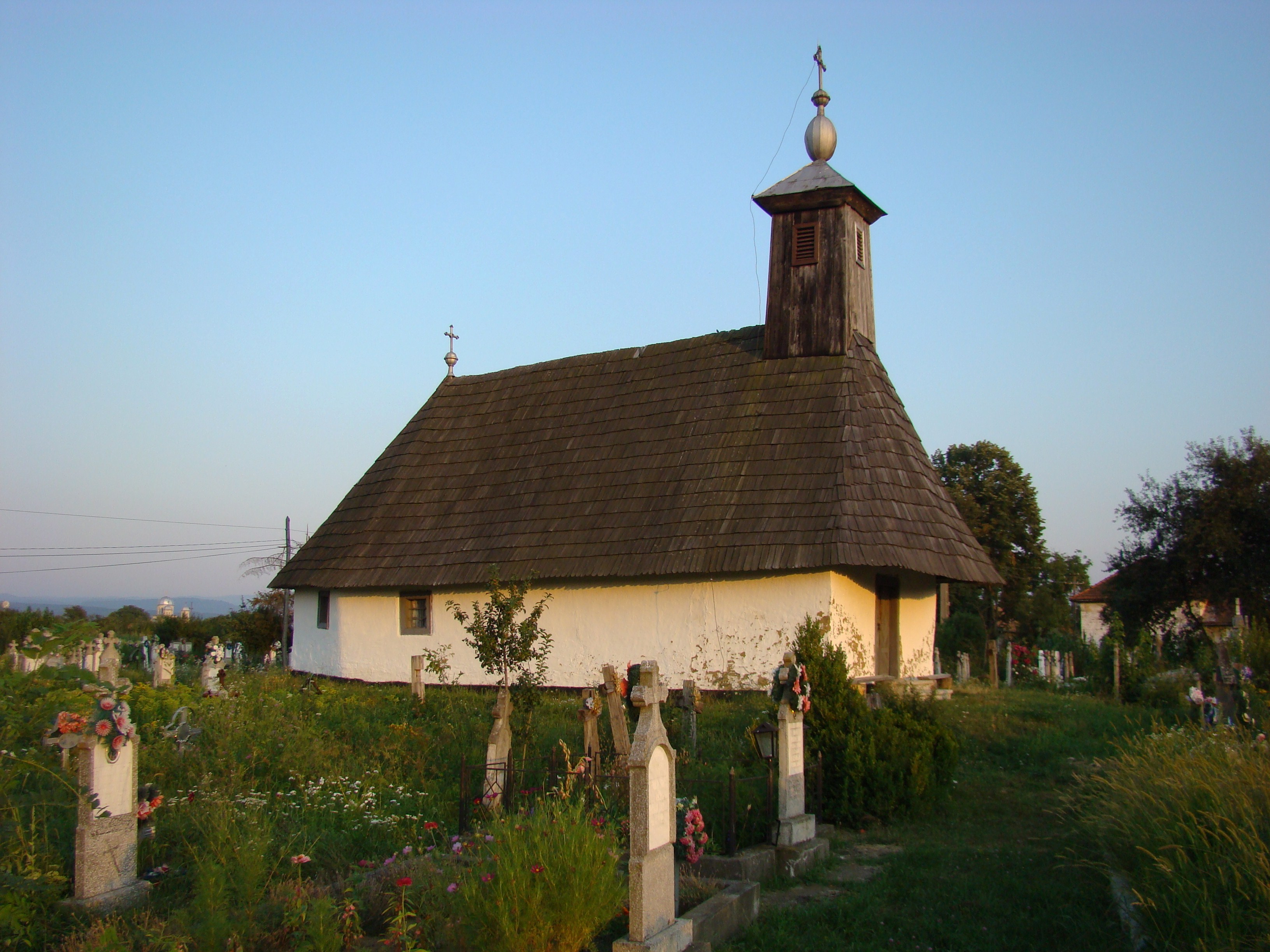
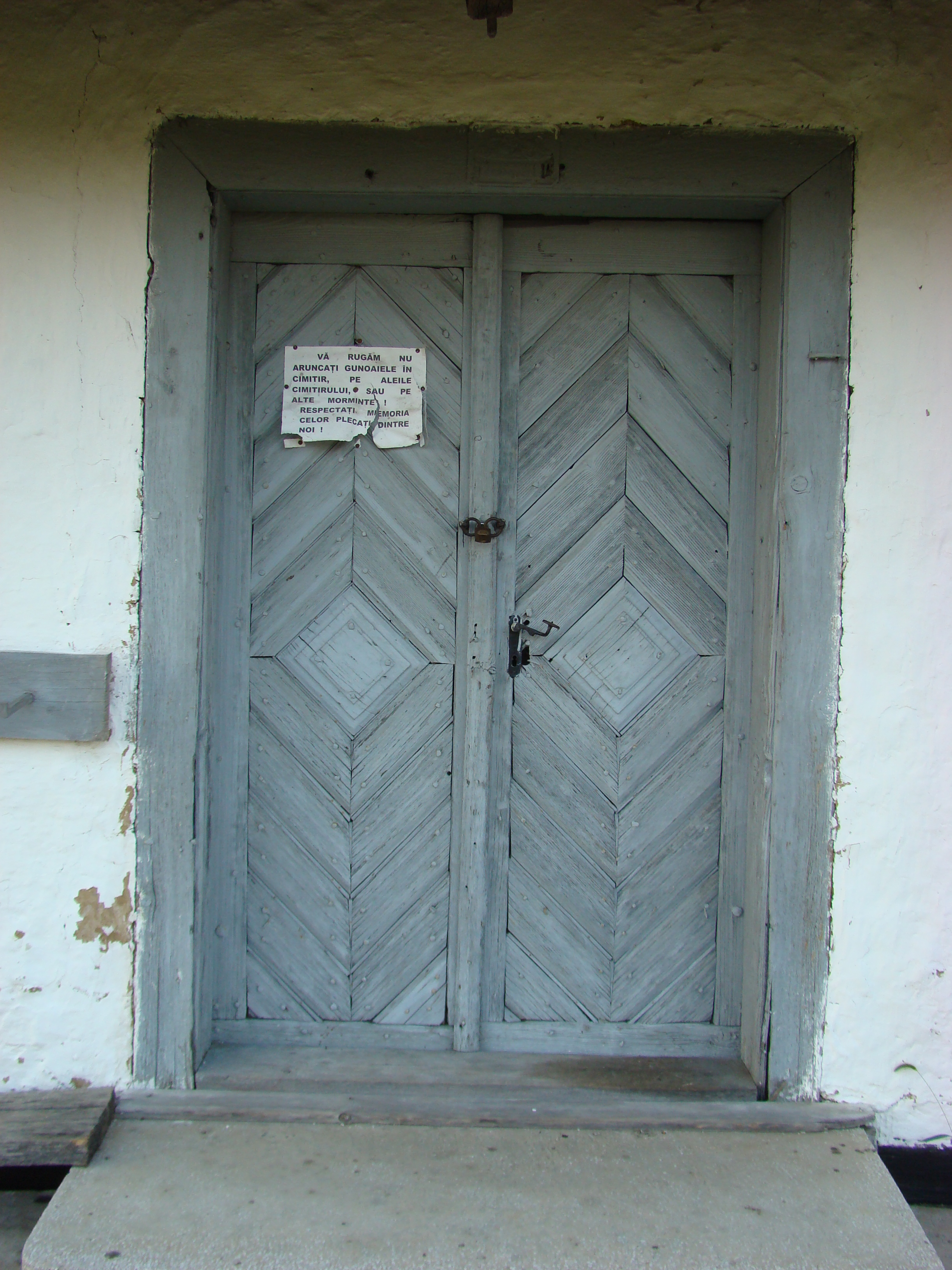
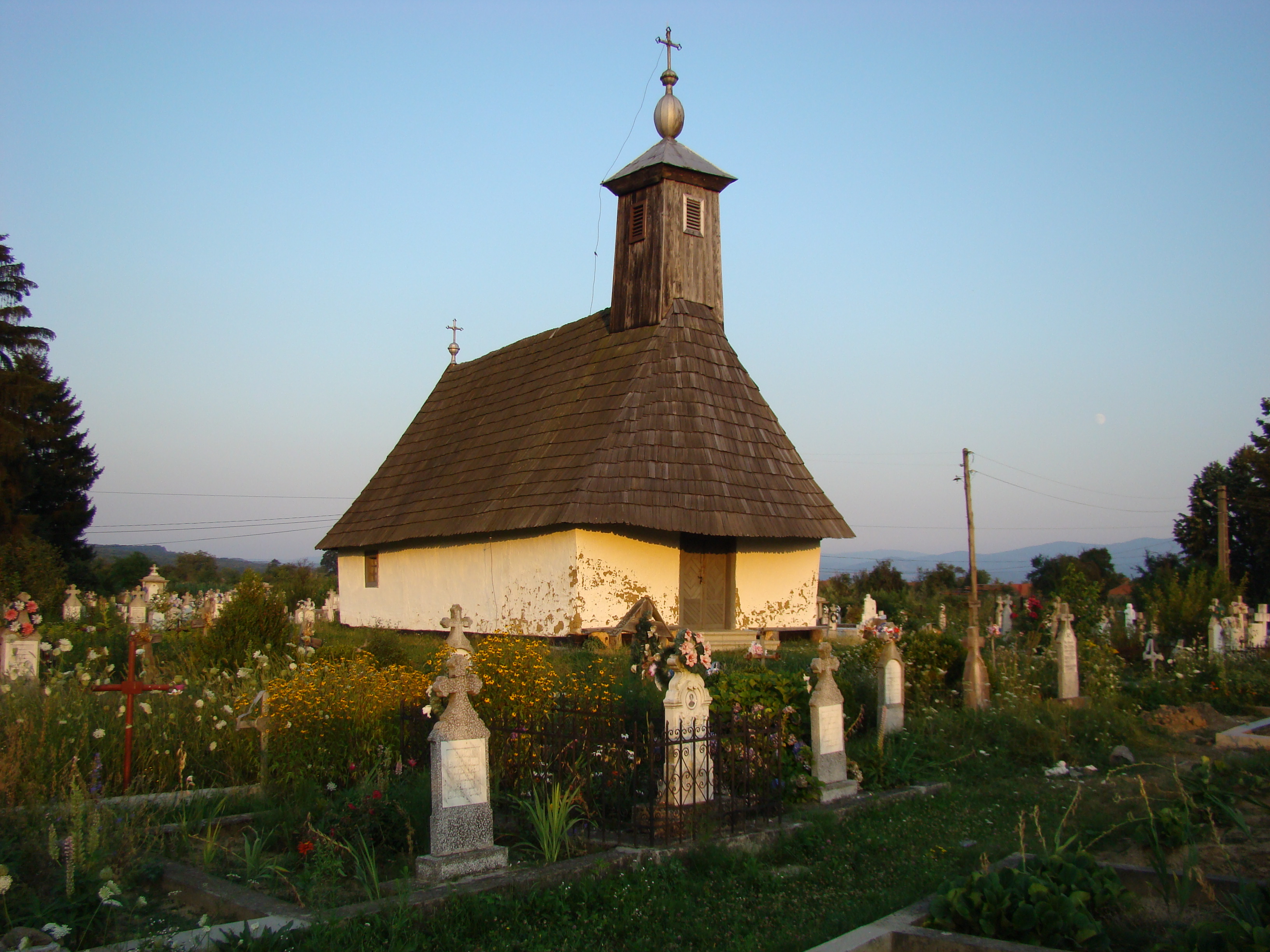
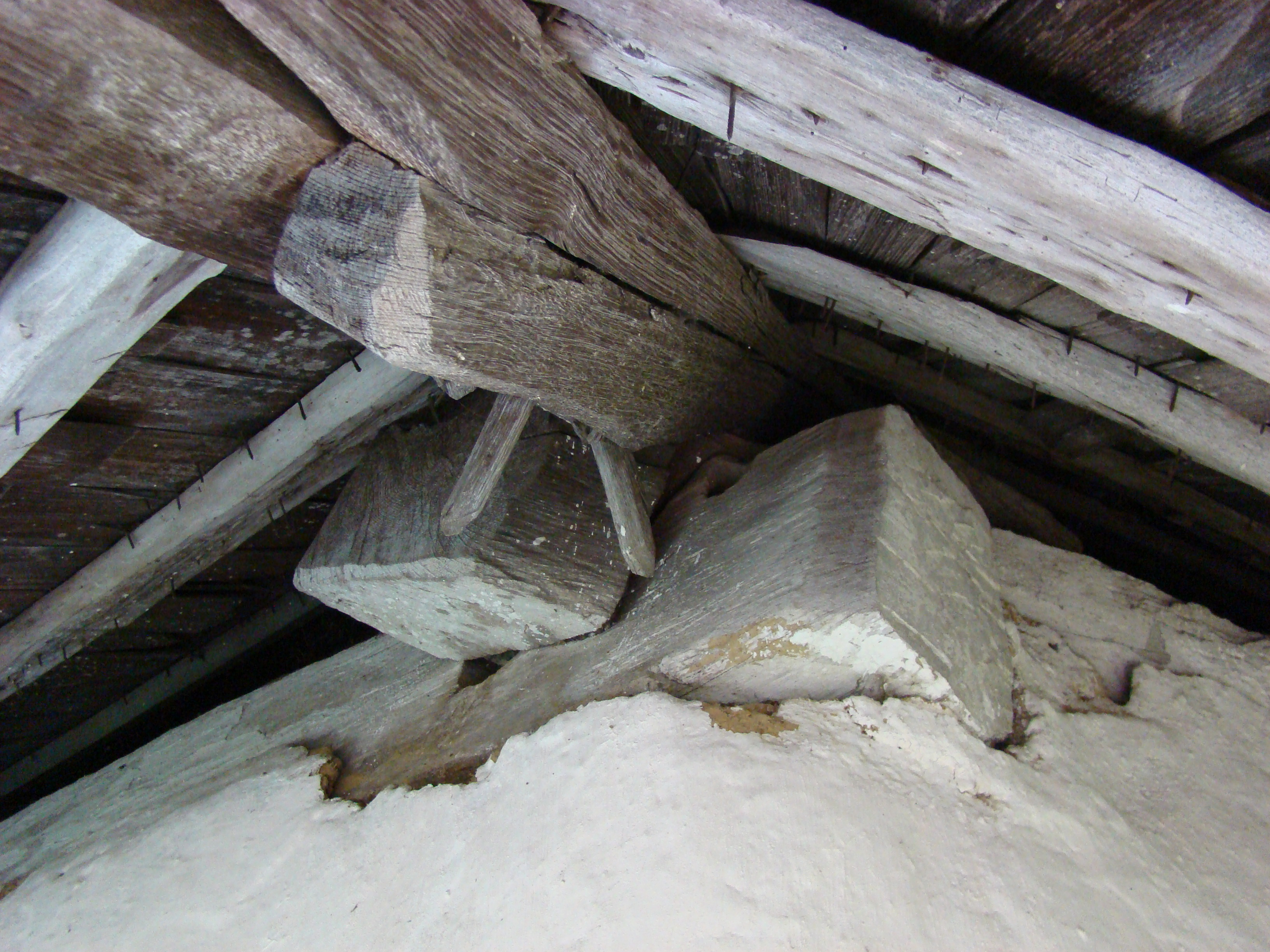
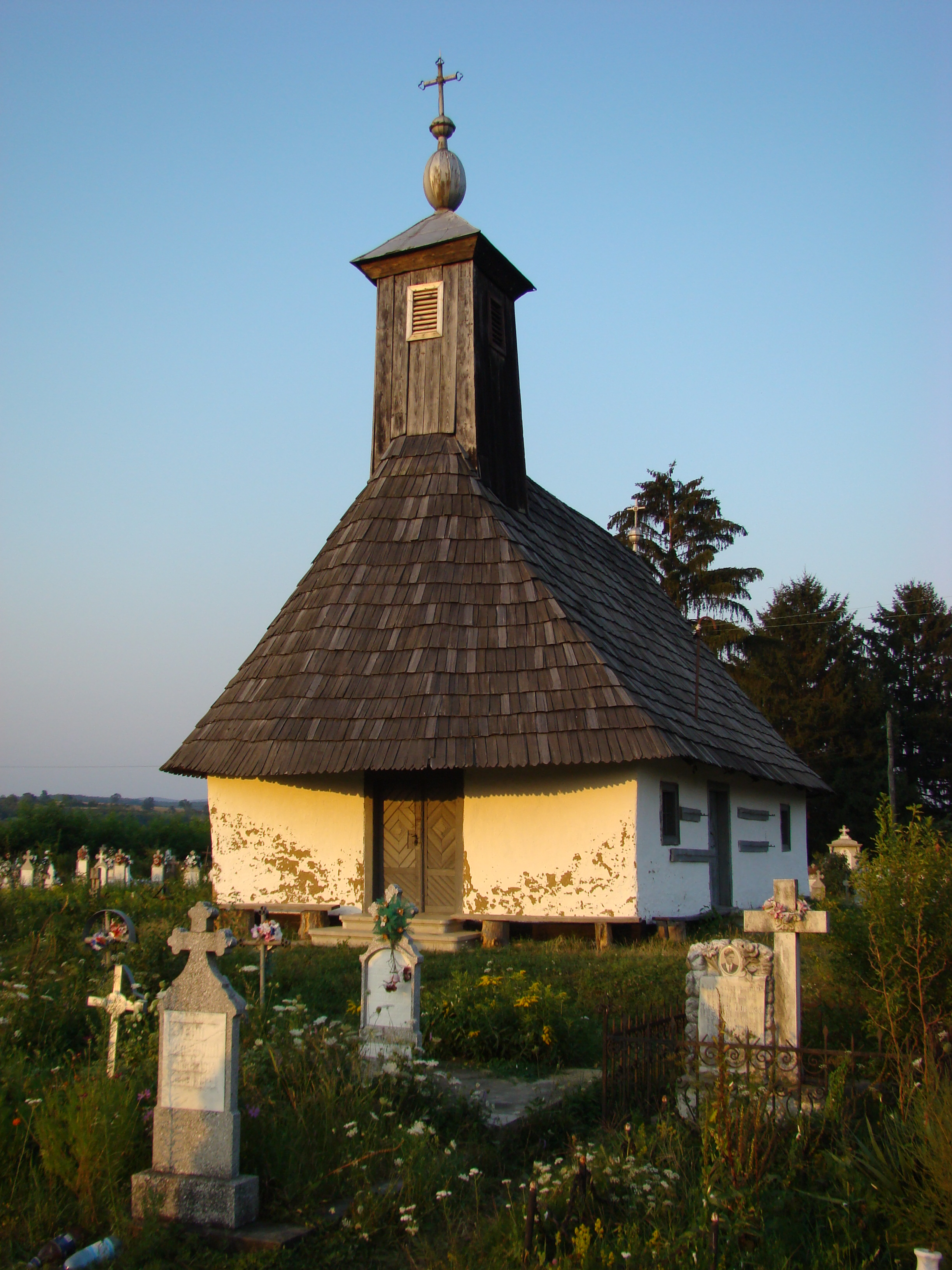
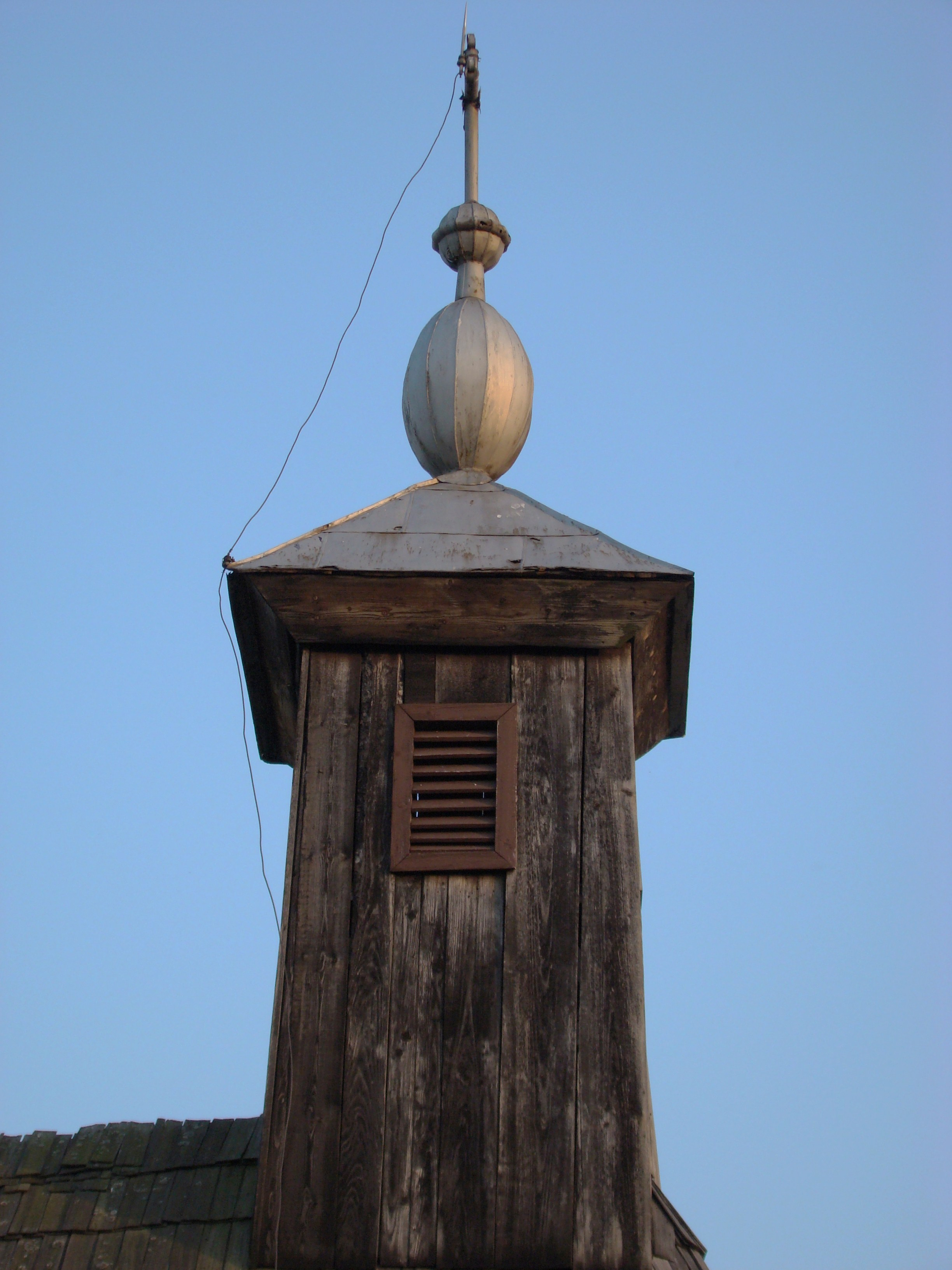